# Hymenaster giboryi
Hymenaster giboryi is een zeester uit de familie Pterasteridae.
De wetenschappelijke naam van de soort werd in 1894 gepubliceerd door Edmond Perrier.